# Kryo
Kryo von Qualcomm ist der Markenname einer Reihe von kundenspezifischen oder semi-kundenspezifischen Arm-basierten CPUs. Diese CPUs implementieren den Armv8-A 64-Bit Befehlssatz und dienen als Nachfolger des älteren 32-Bit-Krait-Kerns.

## Kryo
Erstmals im September 2015 angekündigt und im Snapdragon 820 System-on-a-Chip eingesetzt, wurde der im 14 nm FinFET-Verfahren (14LPP) von Samsung hergestellt. Die Kryokerne können in beiden Teilen in der big.LITTLE-Konfiguration verwendet werden, wo zwei Dual-Core-Cluster (im Falle von Snapdragon 820 und 821) mit unterschiedlicher Taktfrequenz laufen, ähnlich wie die beiden Cortex-A53-Cluster im Snapdragon 615. Die Kryo-Kerne sind eine Eigenentwicklung von Qualcomm, jedem Kern stehen je ein 32 KiB großer L1D- und L1I-Cache zur Verfügung. Das mit 1,593 GHz getaktete Cluster ist mit einem gemeinsamen 512 KiB L2-Cache, das mit 2,150 GHz getaktete Cluster mit einem gemeinsamen 1 MiB L2-Cache versehen.

## Kryo 280
Eine neue Generation dieser Mikroarchitektur, genannt Kryo 280, wurde zusammen mit dem Snapdragon 835 SoC im November 2016 angekündigt. Es kommen 4 Kryo 280 Gold (Performance-Cluster, bis zu 2,45 GHz) und 4 Kryo 280 Silver (Effizienz-Cluster, 1,90 GHz) zum Einsatz. Die Kryo 280 CPU-Kerne sind keine Ableitung des ursprünglichen Kryo, sondern eine kundenspezifische Ableitung des Arm Cortex-A73 (Gold) bzw. des Cortex-A53 (Silver). Der neue A73-Kern verbessert ganzzahlige Befehle pro Takt, während die Leistung bei Floating Point Operations Per Second im Vergleich zum ursprünglichen Kryo deutlich geringer ist. Dem Performance-Cluster steht ein gemeinsamer 2 MiB L2-Cache, dem Effizienz-Cluster ein gemeinsamer 1 MiB L2-Cache zur Verfügung.

## Kryo 260
Der Kryo 260 wurde zusammen mit dem Snapdragon 660 SoC für Mid-Range Smartphones im Mai 2017 angekündigt. Die CPU ist eine Kombination aus vier semi-custom Cortex-A73-Kernen (dem Performance-Cluster) und vier semi-custom Cortex-A53-Kernen (dem Effizienz-Cluster) in einer big.LITTLE-Anordnung. Kryo 260 verwendet 1 MB/1 MB L2 pro Cluster und basiert auf einem 14-nm-Prozess.

## Kryo 385
Der Kryo 385 wurde im Dezember 2017 als Teil des Snapdragon 845 angekündigt. Aufbauend auf einem 10-nm-Prozess (10LPP) von Samsung enthält der SoC acht ARMv8.2-A-Semi-Custom-Cores, 4 Hochleistungskerne „Gold“ und 4 Effizienzkerne „Silver“ in einem einzigen Cluster, was durch das neu eingeführte DynamIQ ermöglicht wurde. Die Gold-Kerne sind vom Arm Cortex-A75 abgeleitet, laufen mit bis zu 2,8 GHz und haben je 256 KiB L2-Cache. Die Silver-Kerne sind vom Arm Cortex-A55 abgeleitet, laufen mit bis zu 1,8 GHz und haben je 128 KiB L2-Cache. Über DynamIQ können alle Cores auf einen gemeinsamen 2 MiB L3-Cache zugreifen. Qualcomm erwartet im Vergleich zum Snapdragon 835 eine Leistungssteigerung von 25–30 % bei der Ausführung von Tasks auf den Hochleistungskernen und 15 % bei den Effizienzkernen.

## Kryo 485
Der Kryo 485 wurde im Dezember 2018 als Teil des Snapdragon 855 angekündigt. Aufbauend auf einem 7-nm-Prozess von TSMC enthält der SoC acht ARMv8.2-A-Semi-Custom-Cores, 4 Hochleistungskerne „Gold“ und 4 Effizienzkerne „Silver“ in einem DynamIQ-Cluster. Die Gold-Kerne sind vom Arm Cortex-A76 abgeleitet, die Silver-Kerne vom Cortex-A55. Einer der Gold-Kerne läuft mit bis zu 2,84 GHz, ihm stehen 512 KiB L2-Cache zur Verfügung; bei ihm findet als einzigem die HP-Variante des 7-nm-Prozesses Anwendung. Die anderen drei Gold-Kerne laufen mit bis zu 2,42 GHz und haben je 256 KiB L2-Cache. Die Silver-Kerne laufen mit bis zu 1,8 GHz und haben je 128 KiB L2-Cache. Über DynamIQ können alle Cores auf einen gemeinsamen 2 MiB L3-Cache zugreifen.
Die zur selben Generation gehörenden Kryo 470 (Snapdragon 730/730G) und Kryo 490/495 (Snapdragon 8c/8cx) sind ebenfalls von Cortex-A76 und Cortex-A55 abgeleitet.

## Kryo 585
Der Kryo 585 wurde im Dezember 2019 als Teil des Snapdragon 865 angekündigt. Hergestellt mit dem N7P-Prozess von TSMC enthält der SoC acht ARMv8.2-A-Cores, 4 Hochleistungskerne „Gold“ und 4 Effizienzkerne „Silver“ in einem DynamIQ-Cluster. Die Gold-Kerne sind unveränderte Arm Cortex-A77, die Silver-Kerne Cortex-A55. Einer der Gold-Kerne läuft mit bis zu 2,84 GHz, ihm stehen 512 KiB L2-Cache zur Verfügung. Die anderen drei Gold-Kerne laufen mit bis zu 2,42 GHz und haben je 256 KiB L2-Cache. Die Silver-Kerne laufen mit bis zu 1,8 GHz und haben je 128 KiB L2-Cache. Über DynamIQ können alle Cores auf einen gemeinsamen 4 MiB L3-Cache zugreifen.

## Kryo 670
Der Kryo 670 wurde am 25. März 2021 als Teil des Snapdragon 780G angekündigt. Er wird im SoC QCM6490 benutzt. Das QCM6490 findet Verwendung im Fairphone 5 und wurde für den Unternehmenseinsatz und für IoT-Anwendungen entworfen.

## Kryo 680
Der Kryo 680 wurde im Dezember 2020 als Teil des Snapdragon 888 angekündigt. Hergestellt mit dem 5LPE-Prozess von Samsung enthält der SoC acht ARMv8.2-A-Cores, 1 Hochleistungskern „Prime“ (Arm Cortex-X1), 3 Hochleistungskerne „Gold“ (Arm Cortex-A78) und 4 Effizienzkerne „Silver“ (Arm Cortex-A55) in einem DynamIQ-Cluster. Der Prime-Kern läuft mit bis zu 2,84 GHz, ihm steht 1 MiB L2-Cache zur Verfügung. Die drei Gold-Kerne laufen mit bis zu 2,42 GHz und haben je 512 KiB L2-Cache. Die Silver-Kerne laufen mit bis zu 1,8 GHz und haben je 128 KiB L2-Cache. Über DynamIQ können alle Cores auf einen gemeinsamen 4 MiB L3-Cache zugreifen.

## Kryo
Der Kryo (ohne Zusatz) wurde im November 2021 als Teil des Snapdragon 8 Gen 1 angekündigt. Hergestellt im 4LPE-Prozess von Samsung enthält der SoC acht ARMv9.0-A-Cores, 1 Hochleistungskern „Prime“ (Arm Cortex-X2), 3 Hochleistungskerne „Gold“ (Arm Cortex-A710) und 4 Effizienzkerne „Silver“ (Arm Cortex-A510) in einem DynamIQ-Cluster. Der Prime-Kern läuft mit bis zu 3,0 GHz, ihm steht 1 MiB L2-Cache zur Verfügung. Die drei Gold-Kerne laufen mit bis zu 2,5 GHz und haben je 512 KiB L2-Cache. Die Silver-Kerne laufen mit bis zu 1,8 GHz und je ein Paar hat einen gemeinsamen L2-Cache (unspezifizierter Größe). Über DynamIQ können alle Cores auf einen gemeinsamen 6 MiB L3-Cache zugreifen.